# Adam Jedrzejowicz
Adam Ludwik Jędrzejowicz, auch Adam Ritter von Jedrzejowicz  (* 17. Dezember 1847 in Zaczernie; †  4. Mai 1924 in Krakau) war ein österreichisch-ungarischer oder cisleithanischer Beamter und Politiker polnischer Abstammung. Er war Ende des 19. Jahrhunderts Minister für galizische Angelegenheiten im Ministerium Thun.

## Leben
Er war der Sohn des Gutsbesitzers Jan Ritter von Jędrzejowicz († 1865). Nach dem Gymnasium in Rzeszów bis 1866 absolvierte er ein Studium der Rechtswissenschaft 1866–1869 an der Universität Krakau und 1869–1870 an der Universität Wien. Er wurde 1872 zum Dr. iur. promoviert. Anschließend arbeitete er als Beamter im Gubernium in Lemberg. Ab 1876 arbeitete er im Ministerium für Landwirtschaft. 1883 wurde er in den Galizischen Landtag gewählt, wo er von 1888 bis 1890 auch dem Landesausschuss angehörte. Bei den Reichsratswahlen 1891 wurde er für den Bezirk Jarosław, Rzeszów usw. gewählt. Bei den Reichstagswahlen 1897 (jetzt für die Großgrundbesitzer in Galizien) und den Reichstagswahlen 1901 (wieder für die Großgrundbesitzer) verteidigte er seinen Sitz. Er blieb bis zum Ende der Legislaturperiode, d. h. bis 1907, im Reichstag.
Der Höhepunkt seiner politischen Karriere fiel in die Regierungszeit von k.k. Ministerpräsident Franz von Thun und Hohenstein, in der er Minister für Galizische Angelegenheiten wurde. Er bekleidete dieses Amt vom 7. März 1898 bis zum 2. Oktober 1899.
Ab 1907 war er Mitglied des Herrenhauses, das Oberhaus des österreichischen Reichsrates. Er blieb der Monarchie bis zu ihrer Auflösung treu. Noch im Oktober 1918 weigerte er sich, der Erklärung des Polnischen Clubs beizutreten, in der dessen Mitglieder erklärten, dass sie sich fortan nur noch als Bürger des polnischen Staates betrachteten. Nach der Gründung des unabhängigen Polen lebte er in Krakau und engagierte sich in der Führung der Partei der Nationalen Rechten (Stronnictwo Prawicy Narodowej) und als Mitglied des Redaktionskomitees der Zeitung „Czas“ in Krakau.

## Familie
Er war seit 1878 verheiratet mit Gabriela Gräfin Mier und hatte einen Sohn. Durch Fehlspekulationen kam es zu einem Verlust eines Großteils des Vermögens. 1914 erfolgte die Übergabe der Güterverwaltung an seinen Sohn.
Er war Schwager von Stanisław Graf Badeni (1850–1912).